# إدوارد كاسنر
إدوارد كاسنر (بالألمانية: Edward Kassner)‏ هو عسكري نمساوي، ولد في 28 فبراير 1920، وتوفي في 19 نوفمبر 1996.

## وصلات خارجية
- إدوارد كاسنر على موقع ميوزك برينز (الإنجليزية)
- إدوارد كاسنر على موقع ديسكوغز (الإنجليزية)